# Saison 2009-2010 du Stade Malherbe Caen
Maillots
Chronologie
Saison précédente Saison suivante
La saison 2009-2010 du Stade Malherbe de Caen, club de football français, voit le club évoluer en Ligue 2.
Après deux saisons en Ligue 1, le budget se trouve divisé par deux ; la priorité va donc à la réduction de la masse salariale du club. À la suite de la relégation, beaucoup de joueurs quittent le navire caennais tels que Vincent Planté, Reynald Lemaître, Steve Savidan, Fahid Ben Khalfallah, Sébastien Mazure ainsi que Benoît Costil.
Un début de saison idéal (avec notamment trois victoires d'entrée, dont une face au FC Nantes) permet au club de confirmer son statut de favori à la montée. Les Caennais prennent rapidement le large en tête du championnat, comptant dix points d'avance sur leur premier poursuivant après seize journées.
Malgré une supériorité technique saluée par les observateurs, symbolisée par les performances de Benjamin Nivet en tant que meneur de jeu et par l'explosion chez les professionnels de Youssef El-Arabi, les Normands obtiennent pendant l'hiver des résultats moins brillants. Ils ne remportent que quatre victoires entre la 17e et la 28e journée, ce qui permet notamment au Stade brestois de revenir sur leurs talons. Pour autant, ils profitent des régulières contre-performances de leurs autres poursuivants pour conserver une importante marge d'avance sur la quatrième place et envisager rapidement un retour dans l'élite. Celle-ci est officialisée le 19 avril, au soir de la 33e journée.
À l'issue d'un duel à distance avec les Brestois, le Stade Malherbe remporte le titre de champion au soir de la dernière journée, le 14 mai 2010, grâce à une victoire sur la pelouse du FC Nantes (1-3).

## Transferts

### Arrivées
| Nom               | Poste          | Nationalité sportive | Transfert         | Provenance    | Période  |
| ----------------- | -------------- | -------------------- | ----------------- | ------------- | -------- |
| Romain Inez       | défenseur      | France               | Retour de prêt    | AS Cherbourg  | Été 2009 |
| Benoît Costil     | gardien de but | France               | Retour de prêt    | Vannes OC     | Été 2009 |
| Oumar N'Diaye     | défenseur      | France               | Retour de prêt    | Vannes OC     | Été 2009 |
| Thomas Heurtaux   | défenseur      | France               | Retour de prêt    | AS Cherbourg  | Été 2009 |
| Steeven Langil    | milieu         | France               | Prêt              | AJ Auxerre    | Été 2009 |
| Grégory Tafforeau | défenseur      | France               | Transfert (libre) | Lille OSC     | Été 2009 |
| Kandia Traoré     | attaquant      | Côte d'Ivoire        | Prêt              | RC Strasbourg | Été 2009 |

### Départs
| Nom                  | Poste             | Nationalité sportive | Transfert          | Destination       | Période  |
| -------------------- | ----------------- | -------------------- | ------------------ | ----------------- | -------- |
| Florian Boucansaud   | défenseur         | France               | Fin de contrat     |                   | Été 2009 |
| Sébastien Mazure     | attaquant         | France               | Fin de contrat     |                   | Été 2009 |
| Fahid Ben Khalfallah | milieu de terrain | Tunisie              | Transfert (> 2M€)  | Valenciennes FC   | Été 2009 |
| Benoît Costil        | gardien de but    | France               | Fin de contrat     | CS Sedan          | Été 2009 |
| Reynald Lemaître     | défenseur         | France               | Transfert (1 M€)   | AS Nancy Lorraine | Été 2009 |
| Youssef Adnane       | attaquant         | France               | Transfert          | SCO Angers        | Été 2009 |
| Vincent Planté       | gardien de but    | France               | Transfert (0,8 M€) | AS Saint-Etienne  | Été 2009 |
| Steve Savidan        | attaquant         | France               | Arrêt              | -                 | Été 2009 |
| Rémi Gomis           | milieu défensif   | Sénégal              | Transfert (2 M€)   | Valenciennes FC   | Été 2009 |

## Les rencontres de la saison

### Trophée des Normands
| Date            | Adversaire  | Lieu             | Score             | Buteur SMC |
| --------------- | ----------- | ---------------- | ----------------- | ---------- |
| 14 juillet 2009 | Le Havre AC | Fauville-en-Caux | 1 - 1 (8 - 7 tab) | Sorbon     |

### Championnat de Ligue 2
| Date                       | Journée | Adversaire        | Lieu | Score                          | Buteurs SMC                       | Class. | Spectateurs |
| -------------------------- | ------- | ----------------- | ---- | ------------------------------ | --------------------------------- | ------ | ----------- |
| Lundi 10 août 2009         | J1      | FC Nantes         | Dom  | 1 - 0                          | Toudic                            | 6e     | 15 862      |
| Vendredi 14 août 2009      | J2      | SC Bastia         | Ext  | 1 - 2                          | Langil, El-Arabi                  | 2e     |             |
| Mardi 18 août 2009         | J3      | Dijon FCO         | Dom  | 1 - 0                          | Deroin                            | 2e     | 12 657      |
| Vendredi 21 août 2009      | J4      | LB Châteauroux    | Ext  | 1 - 1                          | Toudic                            | 3e     |             |
| Vendredi 28 août 2009      | J5      | AC Arles-Avignon  | Dom  | 1 - 0                          | Piocelle (csc)                    | 1er    | 11 905      |
| Vendredi 11 septembre 2009 | J6      | EA Guingamp       | Ext  | 0 - 0                          |                                   | 1er    |             |
| Lundi 21 septembre 2009    | J7      | AC Ajaccio        | Dom  | 1 - 0                          | Is. N'Diaye                       | 1er    | 11 583      |
| Lundi 28 septembre 2009    | J8      | RC Strasbourg     | Ext  | 2 - 2                          | Langil, Nivet                     | 1er    |             |
| Vendredi 2 octobre 2009    | J9      | CS Sedan Ardennes | Dom  | 3 - 1                          | Barzola, Nivet, Toudic            | 1er    | 11 759      |
| Vendredi 16 octobre 2009   | J10     | Clermont Foot     | Ext  | 1 - 3                          | Langil, Nivet, K. Traoré          | 1er    |             |
| Vendredi 23 octobre 2009   | J11     | SCO Angers        | Dom  | 2 - 1                          | Nivet, K. Traoré                  | 1er    | 12 512      |
| Mardi 27 octobre 2009      | J12     | Vannes OC         | Dom  | 4 - 2                          | Langil (2), Toudic, El-Arabi      | 1er    | 14 363      |
| Vendredi 30 octobre 2009   | J13     | Stade Brestois    | Ext  | 2 - 0                          |                                   | 1er    |             |
| Vendredi 6 novembre 2009   | J14     | Tours FC          | Dom  | 0 - 0                          |                                   | 1er    | 11 874      |
| Vendredi 27 novembre 2009  | J15     | Nîmes Olympique   | Ext  | 0 - 4                          | Nivet, Eluchans, El-Arabi, Langil | 1er    |             |
| Lundi 30 novembre 2009     | J16     | Le Havre AC       | Dom  | 2 - 0                          | El-Arabi, Langil                  | 1er    | 16 276      |
| Vendredi 4 décembre 2009   | J17     | FC Istres         | Ext  | 2 - 1                          | Seube                             | 1er    |             |
| Vendredi 18 décembre 2009  | J18     | Stade lavallois   | Dom  | 1 - 1                          | Langil                            | 1er    | 12 370      |
| Lundi 21 décembre 2009     | J19     | FC Metz           | Ext  | Reporté (terrain impraticable) | Reporté (terrain impraticable)    | 1er    |             |
| Vendredi 15 janvier 2010   | J20     | SC Bastia         | Dom  | 1 - 0                          | Nivet                             | 1er    | 10 356      |
| Mardi 19 janvier 2010      | J21     | Dijon FCO         | Ext  | 1 - 1                          | Toudic                            | 1er    |             |
| Lundi 25 janvier 2010      | J19     | FC Metz           | Ext  | 1 - 3                          | K. Traoré, Toudic, El-Arabi       | 1er    |             |
| Vendredi 29 janvier 2010   | J22     | LB Châteauroux    | Dom  | 1 - 1                          | Seube                             | 1er    | 11 082      |
| Lundi 8 février 2010       | J23     | AC Arles-Avignon  | Ext  | 0 - 0                          |                                   | 1er    |             |
| Vendredi 12 février 2010   | J24     | EA Guingamp       | Dom  | 2 - 0                          | Langil, Van la Parra              | 1er    | 11 087      |
| Vendredi 19 février 2010   | J25     | AC Ajaccio        | Ext  | 2 - 0                          |                                   | 1er    |             |
| Vendredi 26 février 2010   | J26     | RC Strasbourg     | Dom  | 0 - 0                          |                                   | 1er    | 11 863      |
| Vendredi 5 mars 2010       | J27     | CS Sedan Ardennes | Ext  | 0 - 0                          |                                   | 1er    |             |
| Vendredi 12 mars 2010      | J28     | Clermont Foot     | Dom  | 2 - 1                          | K. Traoré (2)                     | 1er    | 10 562      |
| Lundi 22 mars 2010         | J29     | SCO Angers        | Ext  | 2 - 2                          | El-Arabi, Eluchans                | 1er    |             |
| Vendredi 26 mars 2010      | J30     | Vannes OC         | Ext  | 0 - 3                          | Eluchans (2), El-Arabi            | 1er    |             |
| Vendredi 2 avril 2010      | J31     | Stade Brestois    | Dom  | 1 - 0                          | K. Traoré                         | 1er    | 19 481      |
| Vendredi 9 avril 2010      | J32     | Tours FC          | Ext  | 1 - 1                          | El-Arabi                          | 1er    |             |
| Lundi 19 avril 2010        | J33     | Nîmes Olympique   | Dom  | 0 - 0                          |                                   | 1er    | 15 492      |
| Lundi 26 avril 2010        | J34     | Le Havre AC       | Ext  | 1 - 1                          | El-Arabi                          | 1er    |             |
| Vendredi 30 avril 2010     | J35     | FC Istres         | Dom  | 1 - 1                          | El-Arabi                          | 1er    | 13 241      |
| Mardi 4 mai 2010           | J36     | Stade lavallois   | Ext  | 2 - 1                          | El-Arabi                          | 1er    |             |
| Vendredi 7 mai 2010        | J37     | FC Metz           | Dom  | 0 - 2                          |                                   | 1er    | 16 460      |
| Vendredi 14 mai 2010       | J38     | FC Nantes         | Ext  | 1 - 3                          | K. Traoré, Toudic, Eluchans       | 1er    |             |

### Coupe de la Ligue
| Date                 | Tour     | Adversaire             | Lieu | Score        | Buteurs SMC | Spectateurs |
| -------------------- | -------- | ---------------------- | ---- | ------------ | ----------- | ----------- |
| Samedi 1er août 2009 | 1er tour | CS Sedan Ardennes (L2) | Ext  | 2 - 0 (a.p.) |             |             |

### Coupe de France
| Date                    | Tour          | Adversaire           | Lieu | Score | Buteurs SMC    | Spectateurs |
| ----------------------- | ------------- | -------------------- | ---- | ----- | -------------- | ----------- |
| Samedi 21 novembre 2009 | 7e tour       | USL Dunkerque (CFA)  | Dom  | 1 - 0 | El-Arabi (55e) | 2 840       |
| Samedi 12 décembre 2009 | 8e tour       | FC Les Lilas (CFA 2) | Ext  | 0 - 1 | El-Arabi (85e) |             |
| Samedi 9 janvier 2010   | 32e de finale | Stade rennais (L1)   | Ext  | 2 - 0 |                |             |